# Alberti (prowincja Buenos Aires)
Alberti – miejscowość w Argentynie w prowincji Buenos Aires. Centrum administracyjne Partido Alberti. Miejscowość została założona 27 października 1877 r. przez Andrésa Vaccarezzę. Miało to związek z otwarciem linii kolejowej Chivilcoy-Bragado. Dzięki wysiłkom mieszkańców w dniu 10 czerwca 1910 roku gubernator Jose Inocencio Arias podpisał dekret ustanawiający Partido Alberti.